# Max (Dakota del Norte)
Max es una ciudad ubicada en el condado de McLean, Dakota del Norte, Estados Unidos. Según el censo de 2020, tiene una población de 331 habitantes.

## Geografía
La localidad está ubicada en las coordenadas 47°49′14″N 101°17′28″O / 47.82056, -101.29111 (47.82042, -101.291106). Según la Oficina del Censo de los Estados Unidos, Max tiene una superficie total de 2.02 km², correspondientes en su totalidad a tierra firme.

## Demografía
Según el censo de 2020, hay 331 personas residiendo en Max. La densidad de población es de 163.86 hab./km². El 88.2% son blancos, el 0.9% son afroamericanos, el 3% son amerindios, el 0.3% es de otra raza y el 7.6% son de dos o más razas. No hay hispanos ni latinos de ninguna raza en la localidad.